# Sindères
Sindères (gaskonsko Sindèras) je naselje in občina v francoskem departmaju Landes regije Akvitanije. Naselje je leta 2009 imelo 186 prebivalcev.

## Geografija
Kraj leži v pokrajini Gaskonji 46 km severozahodno od Mont-de-Marsana.

## Uprava
Občina Sindères skupaj s sosednjimi občinami Arengosse, Arjuzanx, Garrosse, Lesperon, Morcenx, Onesse-et-Laharie, Ousse-Suzan in Ygos-Saint-Saturnin sestavlja kanton Morcenx s sedežem v Morcenxu. Kanton je sestavni del okrožja Mont-de-Marsan.

## Zanimivosti
- taborska cerkev sv. Marije Magdalene in Blaža, postaja na eni od mnogih romarskih poti v Santiago de Compostelo,
- vodnjak čudežev Houn de Magdeleune.